# Hidropisia
Hidropisia ou tropesia (do latim hydropisis, por sua vez do grego ὕδρωψ, de ὕδωρ [água]) é a acumulação anormal de fluido nas cavidades naturais do corpo ou no tecido celular. O termo pode ser usado como sinônimo de edema. Historicamente, hidropisia, como doença, designava a causa principal dos edemas generalizados, a saber, a insuficiência cardíaca congestiva. Diz-se "hidrópico" o indivíduo que sofre da doença.
A hidropisia é causada por distúrbios na circulação do sangue. A doença pode ter uma distribuição generalizada, ocorrendo em quase todas as partes do corpo, ou pode ser local, isto é, apresentar-se em uma parte apenas do corpo. À hidropisia geral dá-se o nome de anasarca. A hidropisia é mais comum no abdome, no peito, no encéfalo, nos rins, nas pernas e em torno dos olhos. Pode ser reconhecida pela formação de pequenas depressões que persistem quando se faz pressão sobre a parte afetada. 
É uma doença que é citada na Bíblia no Livro de Lucas capítulo 14 versículos de 1 a 6 em que Jesus cura um homem hidrópico.
A doença é citada, ainda, no livro A Divina Comédia. Segundo Dante Alighieri, os falsificadores de moeda, localizados na última vala do oitavo círculo do inferno, sofriam de hidropisia.